# تسوغتبازارين إنخيارغال
تسوغتبازارين إنخيارغال ((بالمنغولية: Цогтбазарын Энхжаргал)) (من مواليد 6 أبريل 1981) هو مصارعة حرة من منغوليا.
شاركت في دورة الألعاب الآسيوية 2006 في الدوحة، قطر.

## روابط خارجية
- تسوغتبازارين إنخيارغال على موقع قاعدة بيانات المصارعة الدولية (الإنجليزية)
- تسوغتبازارين إنخيارغال على موقع أوليمبيديا (الإنجليزية)